# Бурсо, Виктор Иосифович
Виктор Иосифович Бурсо (1869 — ?) — русский военный  деятель,  полковник (1914); генерал-майор Белой армии (1919). Герой Первой мировой войны, участник Русско-японской войны и Гражданской войны в России.

## Биография
В службу вступил в 1889 году после окончания Харьковского реального училища. В 1890 году после окончания Алексеевского военного училища произведён в подпоручики и выпущен во 2-ю резервную артиллерийскую бригаду. В 1894 году произведён  в поручики, в 1898 году в штабс-капитаны. В 1902 году после окончания Офицерской артиллерийской школы произведён в капитаны.
С 1904 года участник Русско-японской войны. В 1910 году подполковник — командир 3-й батареи 46-й артиллерийской бригады.
С 1914 года полковник — участник Первой мировой войны,  во главе своей батареи. С 1915 года командир 1-го полевого тяжёлого артиллерийского дивизиона и 6-го отдельного тяжёлого артиллерийского дивизиона. С 1917 года в резерве чинов при штабе Минского военного округа.

Высочайшим приказом от 1 июня 1915 года  за храбрость был награждён орденом Святого Георгия 4-й степени: 
За отличие в боях с неприятельской армией  проявленные с 25-го сентября по 22-е октября 1914 года будучи подполковником и командиром 3-й батареи 49-й артиллерийской бригады
После Октябрьской революции, с 1918 года участник Белого движения на Востоке России  — и.д. инспектора артиллерии 2-го Уфимского армейского корпуса Западной армии, в 1919 году произведён в генерал-майоры. С 1919 году попал в плен к красным под Красноярском, проживал в СССР. 17 февраля 1931 года был репрессирован. 15 июня 1989 года был реабилитирован прокуратурой Иркутской области.

## Награды
- Орден Святого Станислава 2-й степени  (ВП 1906)
- Орден Святой Анны 2-й степени с мечами (ВП 25.07.1911; ВП 20.04.1915)
- Орден Святого Владимира 4-й степени  с мечами и бантом (ВП 13.05.1914; ВП 05.03.1915)
- Орден Святого Георгия 4-й степени (ВП 01.06.1915)
- Орден Святого Владимира 3-й степени  с мечами (ВП 23.11.1915)